# Église de la Dormition-de-la-Mère-de-Dieu de Zrenjanin
Pour les articles homonymes, voir Église de la Dormition et Église de l'Assomption.
L'église de la Dormition-de-la-Mère-de-Dieu de Zrenjanin (en serbe cyrillique : Црква Успења Богородице у Зрењанину ; en serbe latin : Crkva Uspenja Bogorodice u Zrenjaninu) est une église orthodoxe serbe située à Zrenjanin, dans la province autonome de Voïvodine et dans le district du Banat central en Serbie. Elle est inscrite sur la liste des monuments culturels de grande importance de la république de Serbie (identifiant no SK 1178).

## Historique
L'église de la Dormition est l'une des rares églises baroques construite en Voïvodine avant le milieu du XVIIIe siècle,. Elle a été édifiée de 1744 à 1746, à l'époque de l'archiduchesse Marie-Thérèse d'Autriche. Le clocher a été érigé en 1757-1758 et le bâtiment modifié et agrandi en 1783.

## Architecture
L'église se présente comme un bâtiment à nef unique prolongée d'une abside demi-circulaire. La façade occidentale, dans la zone du narthex, est dominée par un haut clocher à bulbe de style baroque, ; sur le plan vertical, cette façade est rythmée par des pilastres couronnés de chapiteaux simplifiés encadrant des niches aveugles en arcades ; des bandeaux moulurés la rythment sur le plan horizontal. La décoration des autres façades accentue la verticalité, avec des pilastres encadrant des ouvertures en arcades,.

## Décoration intérieure
L'iconostase la plus récente abritée par l'église a été en partie peinte par Dimitrije Popović qui a réalisé les icônes du registre supérieur ; en revanche, la mort ayant interrompu ses travaux, les peintures ont été achevées par son parent et disciple Georgije Popović. Dans la nef, les fresques représentant le Christ en majesté avec des anges et les évangélistes sont dues à Aleksandar Sekulić et ont été réalisées en 1924,. 
Une petite iconostase située dans le chœur, dédiée à la Translation des reliques de saint Nicolas a été réalisée par un peintre inconnu XVIIIe siècle. En revanche, une autre iconostase en bois doré a été sculptée par Aksentije Marković entre 1785 et 1790.
L'église abrite également des icônes « séparées » remontant aux XVIIIe et XIXe siècles.

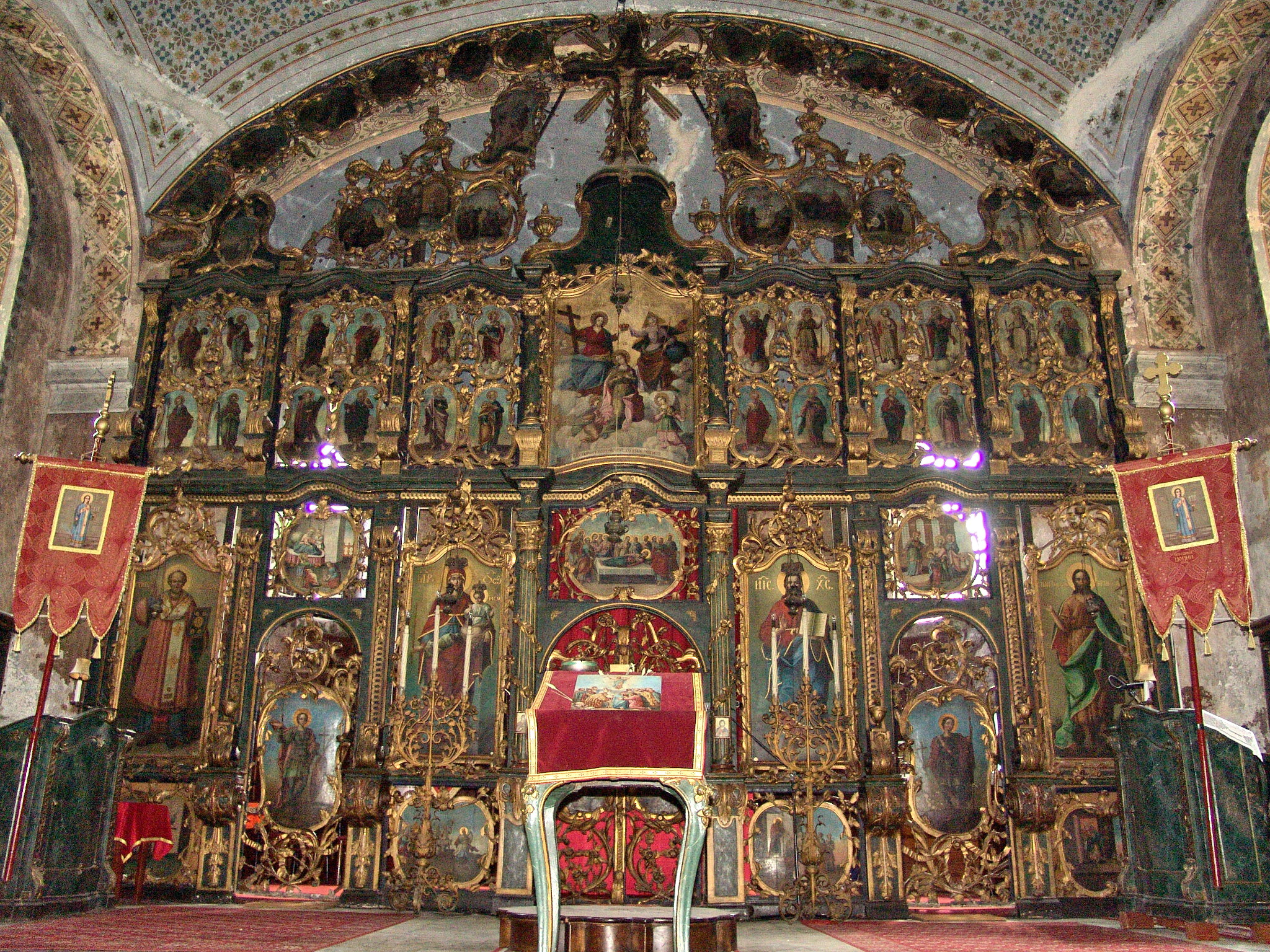
L'iconostase de l'église.

## Restauration
D'importants travaux de restauration ont été réalisés sur l'église en 2000,.